# Пурпурноспинный голубь
Пурпурноспинный голубь (лат. Zentrygon lawrencii) — вид птиц из семейства голубиных. Ранее помещали в род Geotrygon.
Мексиканский вид Zentrygon carrikeri некогда считался его подвидом. Видовое название присвоено в честь Джорджа Ньюболда Лоренса (1806—1895).

## Распространение
Эндемики нагорий Центральной Америки. Обитают на территории Коста-Рики и Панамы.

## Описание
Длина тела самца 26—27 см, самки 25 см. Масса 220 г. Серовато-белый лоб переходит в голубовато-серый или серо-зелёный цвет верха головы и задней части шеи.

## Биология
Питаются фруктами, семенами, насекомыми и червями.
МСОП присвоил виду охранный статус LC.